# Vrij Syndicaat voor het Openbaar Ambt
Het VSOA (Vrij Syndicaat voor het Openbaar Ambt) is een Belgische vakorganisatie die de werknemers in de openbare sector vertegenwoordigt binnen de Liberale Vakbond ACLVB in België. De Franstalige benaming luidt Syndicat Libre de la Fonction Publique (SLFP). Het VSOA is in 1972 ontstaan uit de fusie van het LSAOD (Liberale Syndicalisten, Agenten Openbare Diensten) en het LSOD (Liberaal Syndicaat van de Openbare Diensten).
Het VSOA verdedigt de belangen van de werknemers binnen de openbare sector in België. Daarvoor is er binnen de organisatie een opdeling in beroepsgroepen: bijvoorbeeld Groep Spoor,Groep Belgacom, Groep Post, Lokale Besturen... Net zoals de ACLVB baseert het VSOA zich op een sociaal-liberale filosofie waarbij stakingen gezien worden als het ultieme middel en overleg centraal staat.
Het VSOA maakt onder meer deel uit van de internationaal overkoepelende organisatie USSP en Internationaal Verbond Van Vrije Vakverenigingen (IVVV).